# Kariganathammanahalli, Gudibanda
Kariganathammanahalli là một làng thuộc tehsil Gudibanda, huyện Kolar, bang Karnataka, Ấn Độ.